# Antoinette Borg
Antoinette Borg (Pietà, 22 ottobre 1988) è una cestista maltese.
Alta 182 cm, nella stagione 2007-08 ha giocato come guardia nella Rescifina Messina.

## Carriera
Cresciuta in patria, nel Depiro, nel 2005 viene acquistata dalla Virtus Siracusa. Nel 2006-07 ha la possibilità di esordire in Serie A1 con la maglia della Libertas Trogylos Basket, ma a fine stagione viene data in prestito alla Rescifina Messina, in Serie B1.
Fa parte della nazionale maltese.